# فرد ويتنغهام
فرد ويتنغهام (بالإنجليزية: Fred Whittingham) هو لاعب كرة قدم أمريكية أمريكي، ولد في 4 فبراير 1939 في بوسطن في الولايات المتحدة، وتوفي في 27 أكتوبر 2003 في بروفو في الولايات المتحدة.

## وصلات خارجية
- فرد ويتنغهام على موقع مرجع كرة القدم المحترفة.كوم (الإنجليزية)